# Complete & Unbelievable: The Otis Redding Dictionary of Soul
Complete & Unbelievable: The Otis Redding Dictionary of Soul (en españolː Completo e Increíbleː El Diccionario del Soul de Otis Redding) o simplemente Dictionary of Soul es el quinto álbum de estudio del cantante estadounidense de soul Otis Redding. Fue lanzado en 1966 y se considera su último álbum de estudio antes de su muerte en diciembre de 1967. Contiene los éxitos Try a Little Tenderness y Fa-Fa-Fa-Fa-Fa (Sad Song).
Fue incluido en el listado de los 500 Mejores Álbumes de todos los tiempos de la revista Rolling Stone, ocupando el puesto no. 254, edición 2012 y fue votado en el puesto 488 de los 1000 Álbumes de Todos los Tiempos de Colin Larkin.

## Contexto

### Antecedentes
Gracias al éxito de su anterior trabajo Otis Blue, la discográfica de Redding sufrió reestructuraciones importantes. Otis y el dueño de Stax, la disquera del artista cofundaron con los compañeros de disquera de Redding Percy Sledge, Johnnie Talyor, Clarence Carter y Eddie Floyd la disquera Jotis Records.

### Grabación
En el álbum participaron Booker T. Jones, Isaac Hayes, el pianista Steve Cooper, el bajista Donald "Duck" Dunn, el baterista Al Jackson, Jr. y The Memphis Horns, presentando a los saxofonistas Joe Arnold, Andrew Love, Floyd Newmann y el trompetista Wayne Jackson. De hecho, Redding y Hayes compusieron la mayor parte del álbum.
Los músicos grabaron el álbum entre mayo y septiembre de 1966, en los estudios de Stax Records, en Memphis, Tennessee.
Se hizo un cóver del en ese entonces exitoso sencillo del The Beatles Day Tripper, publicado por esos días.

### Portada
El arte del álbum muestra al artista con una capa y un birrete rojo, con un traje blanco, apoyado en una figura que se supone es el libro que le da nombre al álbumː El diccionario del soul. El "libro" contiene la inscripción Complete & Unbelievable: The Otis Redding Dictionary of Soul. Su tapa es amarillo ocre.
Debajo de Redding y el libro sale la inscripción en letras rojas MY - MY - MY (Mí - Mí - Mí). Detrás de Redding aparece un fondo azul cian.

## Relanzamiento
Con motivo de su 50 aniversario, el álbum fue relanzado por Rhino Records, el 11 de octubre de 2016, e incluyó las versiones mono y estéreo del álbum, además de temas inéditos y versiones en vivo de los temas Fa Fa Fa Fa Fa (Sad Song) y Day Tripper.

## Legado
El álbum fue calificado por el crítico John Landau como el mejor álbum de Memphis, y el mejor de la historia moderna del soul.